# Morgan Spurlock
Morgan Spurlock (Parkersburg, 7 de noviembre de 1970-Nueva York, 24 de mayo de 2024) fue un documentalista, director de cine, productor de televisión, y guionista estadounidense. Es conocido por el documental Super Size Me, en el que demostró presuntamente los efectos en la salud de los alimentos de McDonald's, registrando las consecuencias de comer sus productos tres veces al día, todos los días, durante un mes. Spurlock también fue el productor ejecutivo y estrella de la serie de televisión 30 Days. En 2011 realizó el documental Comic-Con Episode IV, sobre la Comic-Con de San Diego, California.

## Super Size Me
El documental de Spurlock Super Size Me fue estrenado en Estados Unidos el 7 de mayo de 2004  y posteriormente fue nominado al Óscar al mejor documental largo.  Spurlock concibió la idea de la película cuando fue a casa de sus padres para el Día de Acción de Gracias, y al mismo tiempo viendo la televisión vio un reportaje sobre el litigio iniciado contra McDonalds por dos adolescentes que culparon a la cadena de comida rápida por su obesidad.
La película describe un experimento que realizó en 2003, en el que comió únicamente comida de McDonald's en las tres comidas del día, todos los días, durante treinta días, aceptando además la opción de comer el menú "super-size" siempre que se lo ofreciesen. El resultado final: una dieta con el doble de calorías recomendado por la USDA; por otra parte, Spurlock redujo su actividad física para adaptarse mejor a los hábitos de ejercicio de la media de los estadounidenses (antes caminaba alrededor de tres millas al día mientras que el estadounidense medio camina 1,5 millas). Durante los treinta días que duró su experimento, comenzó a sentir una adicción por ese tipo de comida, un estado depresivo y una deficiencia marcada en su vida sexual; al término del experimento, terminó con el hígado con altos niveles de grasa, un nivel alto de azúcar y otros síntomas que duplicaron la posibilidad de un ataque cardíaco o la de padecer diabetes.
Una secuela, titulada Super Size Me 2: Holy Chicken, fue estrenada el 8 de septiembre de 2017 en el Festival Internacional de Cine de Toronto, y dos años después en los cines estadounidenses. En el documental, Morgan analiza los cambios que hubo en la industria de la comida rápida desde la realización de la primera cinta, los cuales parecen haber sido mínimos. Tras notar una preferencia en los comensales por los sándwiches de pollo, decide operar un restaurante propio, incluyendo una granja para criar a los pollos.

## Otros trabajos
En 2011 vuelve a hacer otro documental llamado "La mejor película jamás vendida", en donde habla sobre el product placement o publicidad encubierta de las películas actuales, así como en sus campañas de marketing y demás. 
Morgan Spurlock fue contratado por la Fox para el especial del 20º aniversario de Los Simpson, capítulo presentando en la temporada 21 de Los Simpson con una duración de 42:16 y la participación especial de varios artistas.
Trabajó como director de This Is Us, documental de la exitosa boy band inglesa One Direction. Se enfoca principalmente en la segunda gira mundial del grupo Take Me Home Tour.

## Vida privada
Spurlock tuvo dos hijos. El mayor, Laken James Spurlock, nació el 9 de diciembre de 2006. Su nacimiento aparece en el documental ¿En dónde diablos está Osama?, dedicado a Laken. El pequeño, Kallen Marcus Spurlock, nació el 22 de mayo de 2016.
Aunque fue criado como metodista, en 2014, Spurlock dijo en una entrevista para TV Guide que era agnóstico.

### Acusaciones de abuso sexual
En diciembre de 2017, Spurlock escribió una publicación en su blog personal admitiendo un episodio de acoso sexual. Abandonó su cargo en Warrior Poets, una empresa que fundó en 2004, después de publicarlo.

## Premios y distinciones
Premios Óscar
| Año  | Categoría              | Película      | Resultado |
| ---- | ---------------------- | ------------- | --------- |
| 2005 | Mejor documental largo | Super Size Me | Nominado  |